# Dőry Teréz

A jobaházi Dőry család címere

Jobaházi báró Dőry Teréz (1741 – Kassa, 1788. május 30.) magyar nemesasszony, csíkszentkirályi és krasznahorkai báró Andrássy István felesége volt.

## Életútja
1741-ben született tehetős és tekintélyes jóbaházi Dőry családba, jobaházi báró Dőry Ferenc főpohárnok és báró Sennyey Klára egyik gyermekeként. Testvére, Dőry Gábor a Szepesi Kamara tanácsosa volt. Életének korai szakaszairól kevés információnk maradt fent, gyermekkorát Miskolcon a Dőry-kúriában töltötte egészen férjével való házasságáig. Az esküvő dátumáról nincs pontos feljegyzés, de első számunkra ismert gyermekük 1761 körül születhetett, így valószínűleg nem sokkal korábban történhetett az esemény, ami reális, mert akkoriban a kor szokása szerint 17-18 éves korukban házasodtak a lányok. Férje tőle tíz évvel volt idősebb. Három gyermekük született feljegyzések szerint:
- csíkszentkirályi és krasznahorkai báró Andrássy Miklós (1761–?), csíkszentkirályi és krasznahorkai gróf Andrássy Amália férje.
- csíkszentkirályi és krasznahorkai báró Andrássy Klára (?-?)
- csíkszentkirályi és krasznahorkai báró Andrássy Anna (?-?)

47 évesen hunyt el Kassán 1788-ban. Egy olajfestmény maradt fent arcképéről, ami a krasznahorkai Andrássy Mauzóleumban van kiállítva. Férje nem sokáig maradt özvegy, újranősült Festetics Mária grófnővel, aki a férfitől 39 évvel volt fiatalabb.
Dőry Teréz élete halála után 228 évvel később, 2016-ban értékelődött fel, amikor egyes feltételezések azt boncolgatták, hogy Serédy Zsófia kiállított mumifikált holtteste valójában Dőry Terézé lehet. Később az illetékes intézmények megerősítették, hogy a teóriák hamisak, és a kor technológiájának segítségével bizonyították, hogy a tetem valóban Serédy Zsófiáé.